# Lucian Sânmărtean
Lucian Iulian Sânmărtean (* 13. März 1980 in Bistrița) ist ein rumänischer Fußballtrainer und ehemaliger -spieler. Als Spieler wurde er unter anderem rumänischer sowie griechischer Meister und war Nationalspieler seines Landes. Seit 2023 ist er Co-Trainer der rumänischen U21-Nationalmannschaft.

## Spielerkarriere

### Vereine

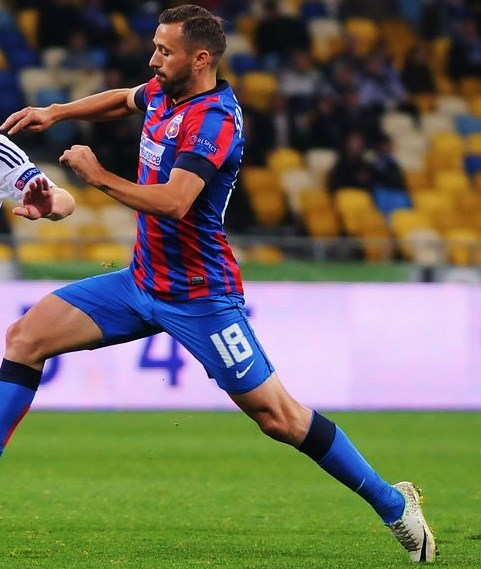
Sânmărtean im Trikot von Steaua Bukarest (2014)

Die Karriere von Sânmărtean begann im Jahr 1999 bei Gloria Bistrița in seiner Heimatstadt, als er am 24. April zu seinem ersten Einsatz in der höchsten rumänischen Fußballliga, der Divizia A (heute Liga 1), kam. Nachdem er in der Spielzeit 1999/2000 auf neun Einsätze gekommen war, schaffte er in der Saison 2000/01 den Sprung zum Stammspieler und qualifizierte sich mit seinem Verein am Saisonende für den UI-Cup. Diesen Erfolg konnte er in der darauf folgenden Saison wiederholen, erreichte 2002 hingegen die dritte Runde, wo der Klub dem OSC Lille unterlag.
Am Ende der Saison 2002/03 konnte Sânmărtean mit seiner Mannschaft den dritten Platz belegen und sich für die Teilnahme am UEFA-Pokal qualifizieren. Durch diesen Erfolg – die beste Platzierung in der Geschichte Glorias – wurden internationale Topteams auf die Spieler aufmerksam. Daraufhin nahm ihn der griechische Klub Panathinaikos Athen unter Vertrag, mit dem er im Jahr 2004 das Double aus Meisterschaft und Pokal gewinnen konnte.
Nach diesem Erfolg kam Sânmărtean, der zuvor etwa die Hälfte der Spiele bestritten hatte, kaum mehr zum Einsatz. Zu Beginn des Jahres 2007 verließ er den Verein schließlich und schloss sich dem niederländischen Erstligisten FC Utrecht an. Auch dort konnte er sich nicht durchsetzen und kehrte im August 2008 zu Gloria Bistrița zurück. Nach Anlaufschwierigkeiten erkämpfte er sich im Jahr 2009 einen Stammplatz und erhielt in der Winterpause 2009/10 erneut die Gelegenheit, zu einem Spitzenklub zu wechseln, als ihn der FC Vaslui unter Vertrag nahm. Mit seinem neuen Klub erreichte er das rumänische Pokalfinale 2010. In der Saison 2010/11 ist er fester Bestandteil der Mannschaft.
Anfang 2014 wechselte er zu Rekordmeister Steaua Bukarest, wo er die Meisterschaft 2014 gewinnen konnte. Anfang 2015 wechselte er zum Ittihad FC nach Saudi-Arabien. Im Sommer 2016 kehrte er nach Rumänien zurück, wo er sich Pandurii Târgu Jiu anschloss.

### Nationalmannschaft
Sânmărtean bestritt drei Spiele für die rumänische Nationalmannschaft. Er debütierte am 20. November 2002 im Freundschaftsspiel gegen Kroatien, als Trainer Anghel Iordănescu ihn in der 59. Minute für Adrian Ilie aufs Feld schickte. Nach zwei weiteren Einsätzen in Freundschaftsspielen war seine Länderspielkarriere am 20. August 2003 mit einem Kurzeinsatz gegen die Ukraine bereits wieder beendet.
Nach fast acht Jahren berief der neue Nationaltrainer Răzvan Lucescu Sânmărtean Ende Mai 2011 wieder in sein Aufgebot. Im Qualifikationsspiel zur Europameisterschaft 2012 gegen Bosnien-Herzegowina am 3. Juni 2011 feierte er sein Comeback.
Bei der Fußball-Europameisterschaft 2016 in Frankreich wurde er in das rumänische Aufgebot aufgenommen. Sânmărtean kam im dritten Gruppenspiel zur Halbzeit zu seinem einzigen Turniereinsatz. Die Mannschaft verlor und die Partie mit 0:1 und schied als Gruppenletzter aus dem Turnier aus.

### Erfolge

#### Verein
Panathinaikos Athen
- Griechischer Meister: 2003/04
- Griechischer Pokalsieger: 2003/04

Steaua Bukarest
- Rumänischer Meister: 2013/14, 2014/15

#### Individuell
- Rumänischer Fußballer des Jahres: 2014

## Trainerkarriere
Im August 2023 wurde Sânmărtean Co-Trainer von Daniel Pancu bei der rumänischen U21-Nationalmannschaft.

## Sonstiges
Lucian Sânmărtean ist der ältere Bruder von Dinu Sânmărtean (* 1981), mit dem er bei Gloria Bistrița und beim FC Vaslui gemeinsam auf dem Platz stand.